# كأس نيوزيلندا 1980
كأس نيوزيلندا 1980 (بالإنجليزية: 1980 Chatham Cup)‏ هو موسم من كأس نيوزيلندا. فاز فيه نادي يونيفرستي ماونت ولينغتون.